# Aromatisch substitutiepatroon
Een aromatisch substitutiepatroon verwijst in de scheikunde naar de relatieve posities van de verschillende substituenten op een aromatische verbinding. Hierbij hoort doorgaans een specifieke IUPAC-nomenclatuur.

## Ortho-, meta- en para-substitutie
Op een benzeenring kunnen substituenten 3 posities innemen ten opzichte van elkaar:
- Ortho: de substituenten bevinden zich in 1,2-stelling
- Meta: de substituenten bevinden zich in 1,3-stelling
- Para: de substituenten bevinden zich in 1,4-stelling

|                   |                  |                  |
| Ortho-substitutie | Meta-substitutie | Para-substitutie |

## Ipso-, meso- en peri-substitutie
Naast de conventionele relatieve posities, zijn er ook nog andere aanduidingen voor specifieke plaatsen:
- Ipso verwijst naar twee substituenten die zich in het intermediair van de elektrofiele aromatische substitutie op hetzelfde koolstofatoom bevinden
- Meso verwijst naar een substituent dat zich op de benzylische positie bevindt
- Peri verwijst naar een substitutiepatroon bij naftaleen en diens derivaten; de substituenten bevinden zich dan in 1,8-stelling

|                  |                  |                  |
| Ipso-substitutie | Meso-substitutie | Peri-substitutie |

## Overige aanduidingen
Wanneer meerdere substituenten voorkomen, dan kunnen zij - benevens de conventionele nummering - ook op andere manieren worden aangeduid:
- Vicinaal verwijst naar 3 of meerdere substituenten die telkens naburige koolstofatomen op een ring bezetten
- Asymmetrisch verwijst naar 3 of meerdere substituenten die niet symmetrisch op de ring zijn geplaatst
- Symmetrisch verwijst naar 3 of meerdere substituenten die wel symmetrisch op de ring zijn geplaatst
- Per duidt aan dat alle posities op de aromatische ring zijn bezet door substituenten

|                                     |                                                  |                                            |                                      |
| Vicinale substitutie bij pyrogallol | Asymmetrische substitutie bij hydroxyhydrochinon | Symmetrische substitutie bij floroglucinol | Per-substitutie bij hexafluorbenzeen |